# Eliáš Mlynárových
Eliáš Mlynárových (též Mlynář, Molitoris) (1670 – asi 1720) byl slovenským náboženským spisovatelem, básníkem a evangelickým farářem.

## Život
Narodil se roku 1670 v Kubachách v rodině rektora školy. Vzdělání získal v Nižnej Boci, v Liptovském Jánu, v Roštáru, ve Štítniku, Brezně a v Kežmarku. V Kežmarku po studiích působil jako výběrčí královského poplatku a městský právník. Dne 7. března 1706 byl superintendentem Jakobem Zablerem ordinován do úřadu evangelického kazatele a působil pak až do smrti jako farář ve Spišské Teplici.

## Dílo
- Duchovní života studnice, plná božského občerstvení (Levoča, 1702) – čtyřdílná modlitební kniha, která se těšila velké popularitě, byla mnohokrát vydána, lidově se jí říkalo Studnička
- Písniční knížečka (Levoča, 1702) – kancionál